# Мондо Бобо
Мондо Бобо је хрватски филм из 1997. године који је режирао Горан Рушиновић.

## Радња
Младић Бобо у самообрани убија двојицу криминалаца, а онда се по савету свог адвоката предаје полицији. Бобо затим заврши на психијатрији, одакле бежи и налази се са својом девојком. Полиција креће у потеру, а случај прати млада амбициозна новинарка...

## Улоге
| Глумац           | Улога   |
| ---------------- | ------- |
| Свен Медевешек   | Бобо    |
| Свебор Крањц     | адвокат |
| Луција Шербеџија |         |
| Младен Тојага    |         |
| Дамир Урбан      |         |
| Јагода Калопер   |         |
| Мирослав Шкоро   |         |
| Томислав Готовац |         |
| Нино Бантић      |         |

## Награде
- Пулски фестивал - филм награђен Златним аренама за режију, главну мушку улогу, сценографију и монтажу. Додељена је и награда Златна врата Пуле[2][3]
- Фестивал у Котбусу (Немачка) - Награда Дон Qуиxоте[2]